# Kurt Fischer (Bankmanager)
Kurt Fischer (* 1958) ist ein ehemaliger Vorstandsvorsitzende der Kreissparkasse Hainichen in Sachsen. 

## Leben
Der aus dem bayerischen Herrsching stammende Finanzfachmann Fischer kam im Zuge des Aufbaus Ost nach Sachsen und übernahm die Leitungsgeschäfte der Kreissparkasse in Hainichen.
Seit der 1994 erfolgten Fusion des Landkreises Hainichen mit dem Landkreis Rochlitz zum Landkreis Mittweida unterstand die Sparkasse der Rechtsaufsicht des dortigen Landratsamtes und dessen Landrats Andreas Schramm. Wegen der beabsichtigten Fusion der Kreissparkassen und der Weigerung, sich an der Landesbank Sachsen zu beteiligen, kam es zwischen Fischer und Schramm zu heftigen Auseinandersetzungen. Fischer befürchtete existenzbedrohende Verluste der Landesbank und den Verlust seines Postens. Um eine Fusion zu verhindern, plante er die Entführung Schramms und wurde dafür verurteilt. Fischer selbst dagegen beteuert seine Unschuld und ist überzeugt, einem Komplott zum Opfer gefallen zu sein.
Wegen Milliardenverlusten der Sächsischen Landesbank musste der damalige Finanzminister und spätere Ministerpräsident Georg Milbradt im Jahr 2008 nach einem Untersuchungsausschuss unter Leitung des Landtagsabgeordneten Karl Nolle wegen der von Fischer damals prognostizierten Verluste zurücktreten.